# Sang til Stella
Sang til Stella (Noors voor Lied voor Stella) is een compositie van Johan Kvandal. Het is een toonzetting van een gedicht van Henrik Wergeland. Er zijn twee versies, een voor zangstem en strijkorkest en een voor zangstem en piano.
Het lied ging in 1952 in première en werd toen gezongen door Gunvor Mjelva begeleid door leden van het Oslo Filharmoniske Orkester, plaats van handeling was de studio van de NRK. Mjelva zong voornamelijke opera
Er zijn een aantal opnamen van dit werk in het bezit van de Noorse Muziekcentrale; er is echter geen commerciële uitgave (2013).